# Oswald Lorenz

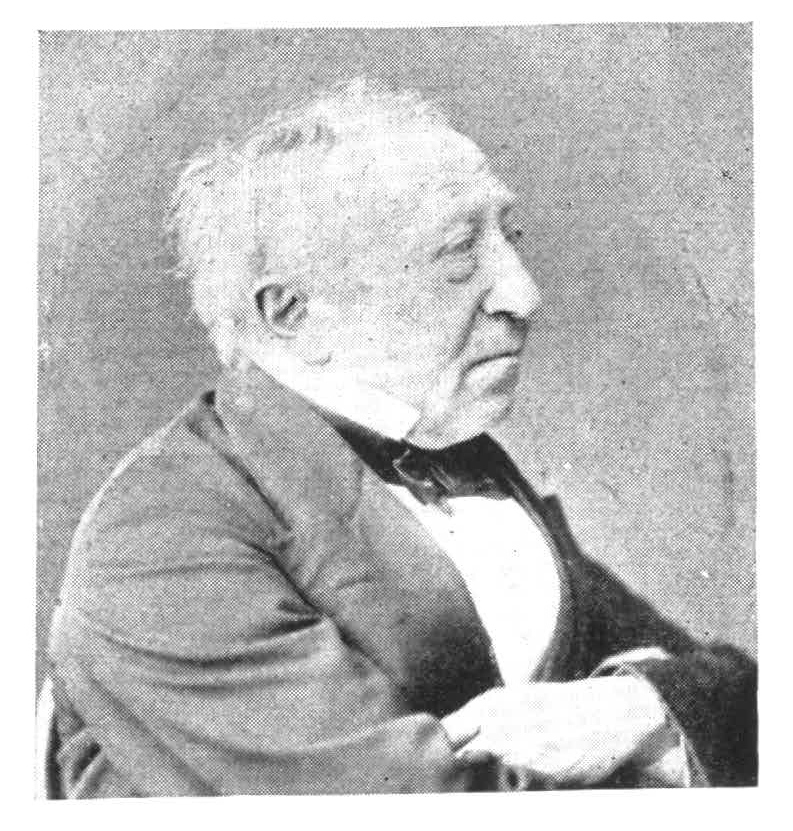
Oswald Lorenz (Photographie)

Oswald Lorenz (* 30. September 1806 in Johanngeorgenstadt; † 22. April 1889 in Winterthur) war ein deutscher Musikschriftsteller und Komponist.

## Leben
Er war der Sohn des Schulmeisters Christian Gottlob Lorenz und stammte aus dem sächsischen Erzgebirge. Als Musiklehrer und -schriftsteller wurde er ein Freund von Robert Schumann, dessen Musikzeitschrift er vom 1. Juli bis 31. Dezember 1844 herausgab. Zahlreiche Artikel schrieb er für diese seit 1834 erscheinende Neue Zeitschrift für Musik. In dieser Zeitschrift veröffentlichte er unter dem Pseudonym „Hans Grobgedakt“ 1843 seine Rezension zu Zehn Adagio in freiern Styl für die Orgel – Op. 11 des Organisten an der Frauenkirche in Dresden Christian Gottlob Höpner. Ende 1844 übersiedelte Lorenz nach Winterthur, wo er von 1845 bis 1872 als Gesangslehrer und Organist tätig war. 
Schumann widmete Oswald Lorenz den Liederzyklus Frauenliebe und -leben – wohl auch in Anspielung darauf, dass Oswald sein ganzes Leben unverheirat blieb. Er starb in der Schweiz.
1838 vertonte Lorenz Mignons Lied. 1849 gab er das Schulgesangbuch für die Stadtschulen von Winterthur heraus. 